# Wiktor Czchikwadze
Wiktor Michajłowicz Czchikwadze (gruz. ვიქტორ მიხეილის ძე ჩხიკვაძე, ros. Виктор Михайлович Чхиквадзе, ur. 1 stycznia 1912 we wsi Zowreti w Gruzji, zm. 4 kwietnia 2006) – radziecki prawnik i polityk.

## Życiorys
Od 1930 do 1932 uczył się w Tbiliskim Instytucie Radzieckiego Budownictwa i Prawa, następnie do 1934 studiował w Moskiewskim Instytucie Prawnym im. P. Stuczki, a w 1937 ukończył w nim aspiranturę i został w nim asystentem i wykładowcą. Wykładał również we Wszechzwiązkowej Akademii Prawnej. W 1939 został kandydatem nauk prawnych, w 1941 adiunktem, a w 1947 doktorem nauk prawnych i profesorem. Od 1939 należał do WKP(b). Od czerwca 1941 do czerwca 1944 kierował działem prawa karnego Wojskowej Akademii Prawnej w stopniu wojskowego prawnika II rangi, a od 25 marca 1944 podpułkownika, w czerwcu 1944 został zastępcą naczelnika Wojskowej Akademii Prawniczej ds. pracy naukowej (do kwietnia 1948), 18 października 1944 awansował na pułkownika. Od 1947 do 1948 był dyrektorem Wszechzwiązkowego Instytutu Nauk Prawnych Ministerstwa Sprawiedliwości ZSRR, a od 30 kwietnia 1948 do kwietnia 1953 naczelnikiem Wojskowej Akademii Prawnej. Od 14 kwietnia 1953 do 16 lutego 1954 był sekretarzem KC Komunistycznej Partii Gruzji i członkiem Biura KC tej partii, później zastępcą dyrektora Instytutu Prawa Akademii Nauk ZSRR i jednocześnie od 1958 do 1962 sekretarzem Światowej Rady Pokoju, a 1962-1964 przewodniczącym Komisji Prawnej przy Radzie Ministrów ZSRR. Od lutego 1964 do 1973 był dyrektorem Instytutu Państwa i Prawa Akademii Nauk ZSRR i jednocześnie od 1968 do 1972 prezesem Międzynarodowego Towarzystwa Nauk Prawnych i (1968-1970) wiceprezesem Międzynarodowego Towarzystwa Nauk Politycznych. Od 1973 do 1988 kierował sektorem praw człowieka Instytutu Państwa i Prawa Akademii Nauk ZSRR, od 1988 do 2002 był doradcą Akademii Nauk ZSRR/RAN. Od 26 czerwca 1964 był członkiem korespondentem Akademii Nauk ZSRR, w 1969 został członkiem rzeczywistym Bułgarskiej Akademii Nauk. Był również członkiem rzeczywistym Międzynarodowej Akademii Prawa Budowlanego. Pochowany na Cmentarzu Wagańkowskim w Moskwie.

## Odznaczenia
- Order Wojny Ojczyźnianej II klasy
- Order Czerwonego Sztandaru Pracy (dwukrotnie)
- Order Czerwonej Gwiazdy (dwukrotnie)
- Order Przyjaźni Narodów
- Order Przyjaźni Narodów (NRD)
- Order Przyjaźni Narodów (Węgry)
- Order Przyjaźni Narodów (Czechosłowacja)
- Złoty Medal Światowej Rady Pokoju